# 3138 Ciney
A 3138 Ciney (ideiglenes jelöléssel 1980 KL) a Naprendszer kisbolygóövében található aszteroida. Henri Debehogne fedezte fel 1980. május 22-én.